# James Denton
James Denton (Nashville, Tennessee, SAD, 20. siječnja 1963.), američki glumac

## Životopis
Glumački put Jamesa Dentona počeo je neuobičajeno. Rođen je na jugu SAD-a, u konzervativnoj sredini Tennesseeja. Denton niti je sanjao, niti je priželjkivao postati hollywoodska zvijezda. Studirao je menadžment na sveučilištu u Tennesseeju, diplomirao s najvišim ocjenama i potom se zaposlio u marketingu televizijske kuće CBS kao prodavač oglasnih minuta u programu te televizije.
No, istovremeno je amaterski počeo koketirati s lokalnim kazalištem, zajedno sa svojim ocem. Očaran svjetlima pozornice, James je odlučio prekinuti s marketinškim poslom i okušati se kao profesionalni glumac. Preselio se u Chicago i ondje zaigrao u predstavi "Tramvaj zvan čežnja". U kazalištima Chicaga glumio je pet godina, i to u više od 20 predstava. Tko zna dokad bi se nastavila njegova kazališna karijera da ga na poziv njegova prijatelja nije došao pogledati John Cosby. Nakon što je vidio njegov talent, pozvao ga je da se okuša u filmskoj industriji. James, tada 28-godišnjak i po svim kriterijima prestar da bi ostvario zamjetniji hollywoodski uspjeh, najprije je poziv shvatio kao provokaciju i nije se odazvao misleći da ga netko pokušava nasamariti. No agent je bio uporan. Ubrzo zatim Denton je počeo redati epizodne uloge u uspješnim serijama poput "Ally McBeal", "Zapadno krilo" i "JAG",  a potom je angažiran kao protagonist u seriji "Izvještaj Matrix". Neposredno nakon završetka snimanja posljednje sezone taj je glumac otišao na audiciju za "Kućanice". Ostalo je povijest.
James je inače oženjen nekadašnjom kazališnom glumicom Erin O'Brien, koja je nakon razočaranja u svoju profesiju postala osobni fitness-trener. Ubrzo nakon sklapanja braka, Erin i James postali su roditelji malenom Sheppardu, a u ožujku 2005. dobili su i kćer Malin O'Brien Denton.

## Zanimljivosti
- rodno ime mu je: James Thomas Denton Jr.
- u nekim serijama i filmovima je kreditiran i kao Jamie Denton
- visok je 185 cm.
- od 1997. – 2000. bio je u braku s glumicom Jennom Lyn Ward.
- sin Sheppard rodio se u ožujku 2003.
- na ruci nosi tetovažu s inicijalima imena svog pokojnog oca, datum njegova rođenja i smrti, te čin koji je imao u mornarici.
- obožava voziti motore.

### Televizijske uloge
- "Desperate Housewives" (Kućanice) kao Mike Delfino (2004.-danas)
- "Masters of Science Fiction" kao Curran (2007.)
- "Reba" kao doktor Morgan (2005.)
- "Threat Matrix" (Izvještaj Matrix) kao John Kilmer (2003. – 2004.)
- "JAG" kao Geoffrey Roizman (2003.)
- "JAG" kao Bruce Carmichael (1996.)
- "Drew Carey Show" kao Daryl (2002.)
- "Philly" kao Augustus Ripley (2002.)
- "The West Wing" (Zapadno krilo) kao Tom Jordan (2000.)
- "The Pretender" kao Lyle (2000.)
- "Ally McBeal" kao Jimmy Binder (2000.)
- "Two Guys, a Girl and a Pizza Place" kao Howard Zaunaveld (2000.)
- "Dark Skies" kao Rob Winter (1996.)
- "Moloney" kao Rocky Talese (1996.)
- "Sliders" kao Jack Bullock (1996.)

### Filmske uloge
- "Tortured" kao FBI agent (2008.)
- "Custody" kao John Sullivan (2007.)
- "Undead or Alive:Zombedy" kao Elmer (2007.)
- "Beautiful Dreamer" kao doktor Kessler (2006.)
- "Assumption" kao John (2006.)
- "Ascension Day" kao John (2006.)
- "Primal Quest Utah" kao pripovjedač (2006.)
- "Jumbo Girl" kao Jack (2004.)
- "The Pretender: Island of the Haunted" kao Lyle (2001.)
- "Primary Colors" (Predsjednikove boje) kao Mitch (1998.)
- "Face Off" kao Buzz (1997.)
- "That Old Feeling" kao Keith Marks (1997.)
- "Hunter's Moon" kao Nick (1995.)
- "Thieves Quartet" kao Ray Higgs (1994.)